# Egalisierung (Uniform)
Mit Egalisierung wurde im Militärwesen das System der Farben und farbigen Abzeichen zur Kennzeichnung der einzelnen Regimenter untereinander, und zur Unterscheidung verschiedener Waffengattungen der österreichisch-ungarischen Armee bezeichnet. Es handelte sich um eine offizielle Bezeichnung aus der k.u.k. Militär-Nomenklatur.

## Begriff

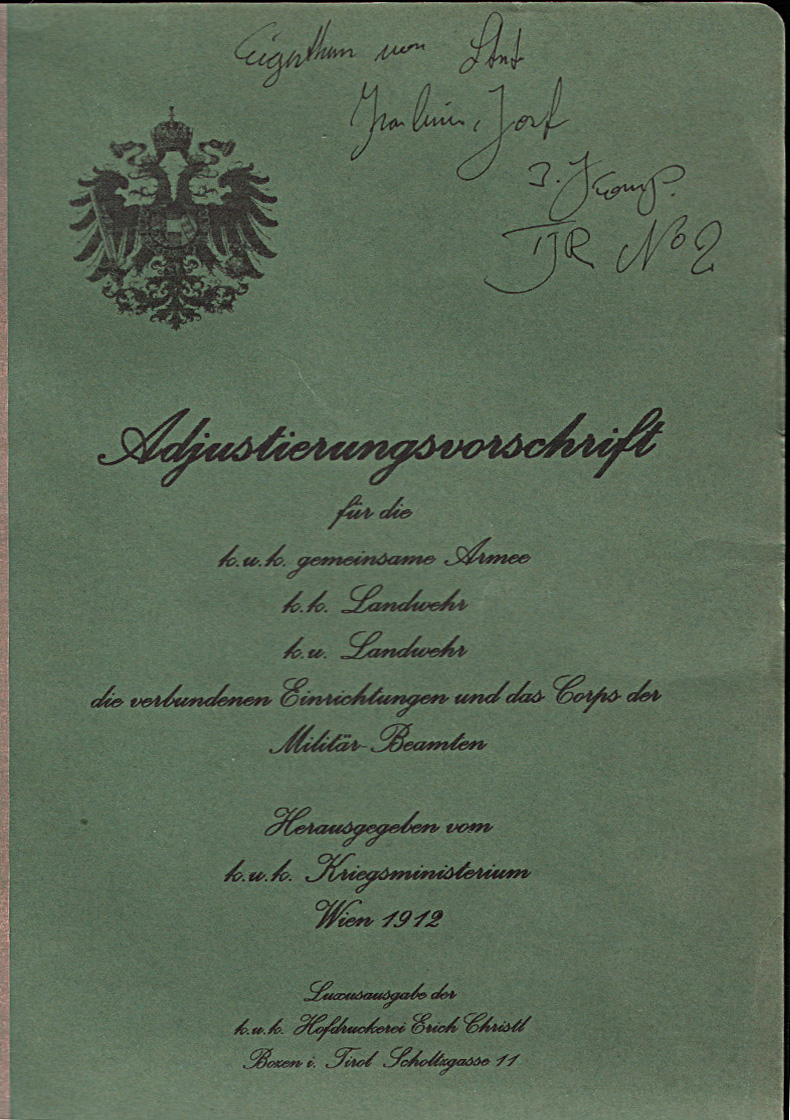
Die Adjustierungsvorschrift enthält die Farbmustertafeln

Der Begriff zerfällt in Egalisierung als Gesamt- und in Egalisierungsfarben oder Waffenfarben bzw. Abzeichenfarben als Unterbegriff.
In diesem umgangssprachlich auch Farbenkastl genannten sehr komplizierten System des k.u.k. Militärs bezeichnete man mit Egalisierung einerseits die Unterscheidungsmerkmale bei den zuletzt 102 Infanterie-Regimentern, den Ulanen und Dragonern des Friedensstandes der gemeinsamen Armee untereinander, andererseits bei allen übrigen die Zugehörigkeit zu einer Waffengattung oder Branche.
Farbige Abzeichen zur Unterscheidung von einzelnen Einheiten an verschiedenen Stellen der Uniform anzubringen ist jedoch keine österreichische Erfindung. Sofort mit dem Beginn einer systematischen Uniformierung von Truppen in der Mitte des 17. Jahrhunderts begann man in allen Armeen die Ärmelaufschläge in verschiedenen Farben herzustellen. Besonders intensiv wurde dieses System jedoch in Österreich angewendet. Die als Farbenkastl bezeichnete Palette mit seinen allein zwölf Rottönen kann hier bereits 1762 nachgewiesen werden. Bei der Einführung wurden die Farben den einzelnen Regimentern zugelost.
Bis zur Änderung des Uniformstils in der Napoleonischen Zeit wurden die Egalisierungsfarben im k.u.k.-Heer meist nur auf den Rabatten und Ärmelaufschlägen der kragenlosen Röcke getragen. (Bei einigen Regimentern zum Beispiel Infanterie-Regiment Nr. 27 „Baden-Durlach“ waren auch die Schoßumschläge farbig abgesetzt.)
Nach dem Fortfall der vorrevolutionären Uniformen und der Einführung des Kolletts wurde das Farbenkastl-System fortgeführt, indem die Farben jetzt auf den Stehkragen, den Schoßumschlägen und den Ärmelaufschlägen zu sehen waren. Nach der Armeereform von 1867 behielten die neuen Waffenröcke das bisherige System bei, lediglich der Schoßumschlag fiel naturgemäß weg.
Zur Egalisierung dienten die, in der Egalisierungsfarbe (Abzeichenfarbe) gehaltenen Parolis zusammen mit den Ärmelaufschlägen, Passepoils, Lampassen, sowie unter anderem durch Farbe und Schnitt des Waffenrocks (einreihig oder zweireihig geknöpft.)
Auf der Uniform der k.u.k. Infanterie- bzw. Dragoner-Regimenter war eine Nummerierung nicht vorgesehen, so dass man hier zu anderen Mittel greifen musste, um diese Einheiten voneinander unterscheiden zu können. Es geschah dies durch die unterschiedlichen Farbkombinationen der Parolis bzw. Ärmelaufschläge in Verbindung mit den verschiedenfarbigen (gelben bzw. weißen) Knöpfen.
Als weiteres Unterscheidungsmerkmal dienten die in der Form voneinander abweichenden Ärmelaufschläge der „österreichischen“ und „ungarischen“ Regimenter, sodass am Ende bei der Infanterie jede Farbe viermal verwendet werden konnte.
Nicht unbeträchtliche Schwierigkeiten ergaben sich durch die manchmal nur unwesentlich voneinander abweichenden Farbtöne, insbesondere bei den roten Farben. Obwohl in den Adjustierungsvorschriften und in den Monturdepots Farbmusterkarten existierten, auf denen die genauen Farbtöne angegeben waren, waren hier bereits Abweichungen gestattet, die von „mindestens am Hellsten“ bis zum „höchsten am Dunkelsten“ reichten. Wegen der unterschiedlichen Stoffhersteller und dem Umstand, dass sich die Offiziere selbst einkleiden mussten und dabei gegebenenfalls Sonderwünsche äußerten – die im Übrigen sowieso stillschweigend toleriert wurden –, kam man um diese Praxis nicht herum. Wenn man keine Vergleichsmöglichkeit hatte, war es nahezu unmöglich zu bestimmen, ob ein Soldat kirschrote oder dunkelrote Parolis trug. (Für die Farbe Krapprot gab es zu allem Überfluss noch eine „lichte“ und eine „dunkle“ Version!)
Ein weiteres Problem war die nahezu willkürliche Namensgebung der Farben, die zum Beispiel bei der für die Hosen der Militärbeamten verwendeten Bezeichnung „graublau“ in keiner Weise den Tatsachen entspricht. Das Farbenspektrum lag hier irgendwo zwischen Schwarzblau, Anthrazit und Schwarz.
Nach Ende der Donaumonarchie ersetzte zunächst ein einfaches System von Waffenfarben nach dem Vorbild der Reichswehr die Egalisierung, bis sie unter dem Ständestaat beim Bundesheer noch eine kurze Auferstehung erlebte.

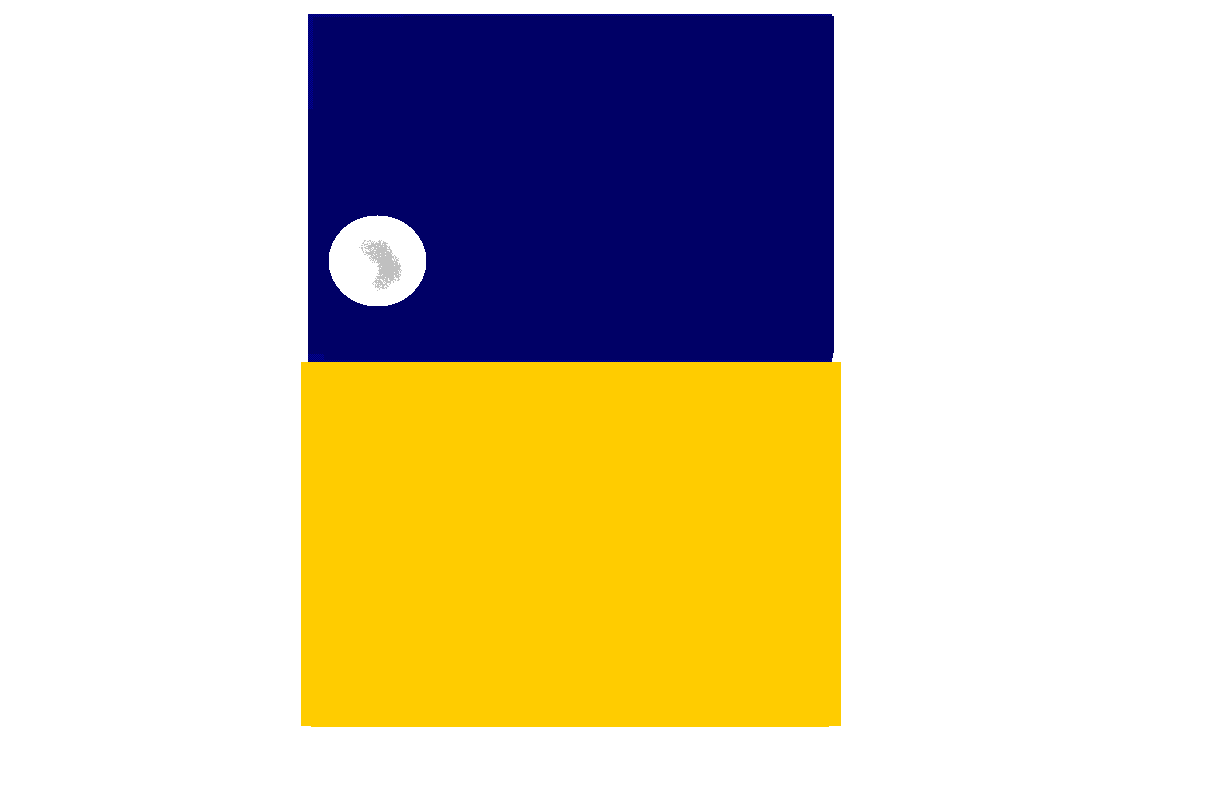
Ärmelaufschläge der österreichischen Uniform
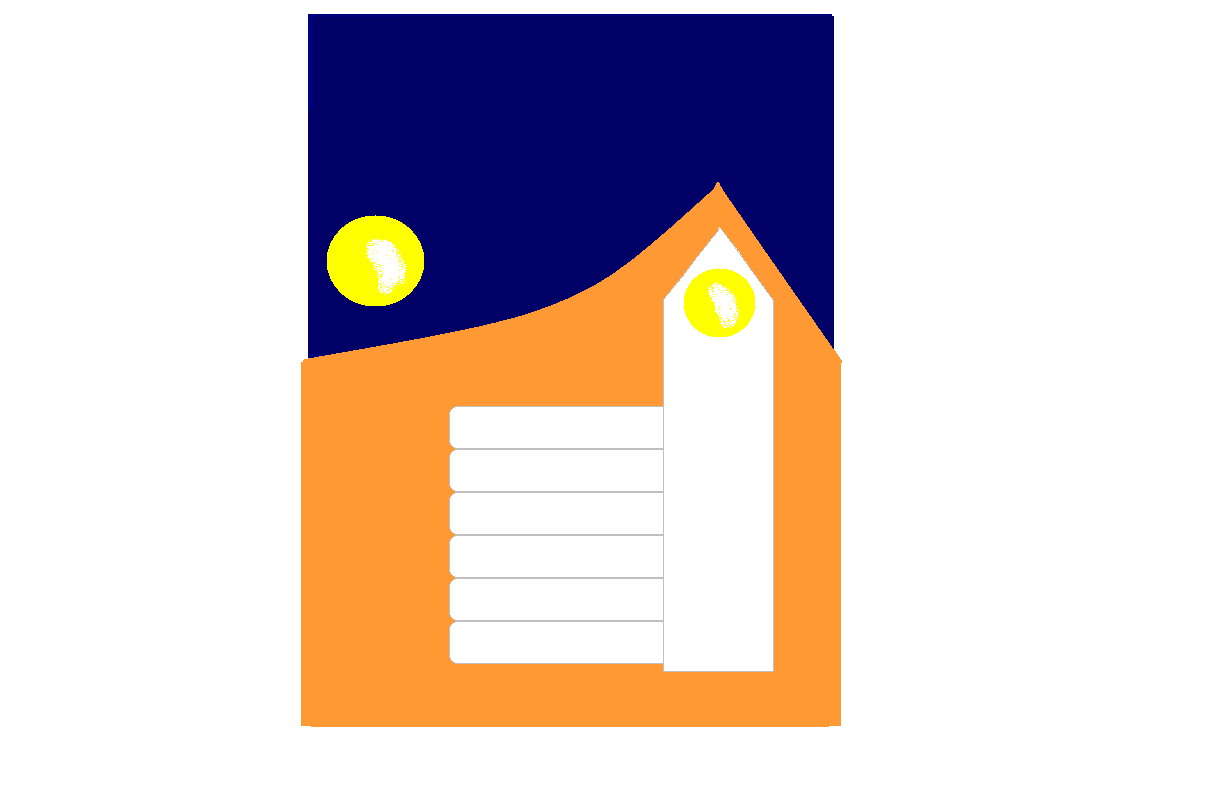
Ärmelaufschläge der ungarischen Uniform
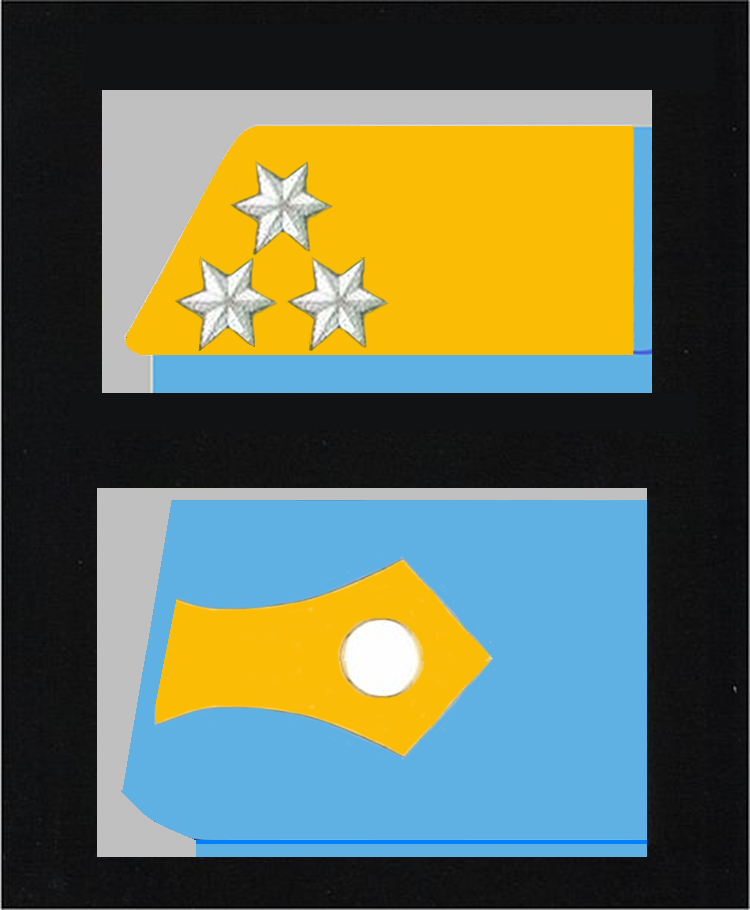
Zugsführer mit kaisergelben Parolis und weißen Knöpfen auf hechtgrauer Bluse und Mantel Hier: Österreichisches (Dalmatinisches) Inf Rgt 22 oder Ungarisches Inf Rgt 31

## Beispiele
| EGALISIERUNGSFARBE                                                           | KNÖPFE |
| Kaisergelb                                                                   | Weiß   |
| (österreichisches) Infanterieregiment „Graf Lacy“ Nr. 22                     |        |
| (ungarisches) Infanterieregiment „Pucherna“ Nr. 31                           |        |
| Kaisergelb                                                                   | Gelb   |
| (österreichisches) Infanterieregiment „Albert I. König der Belgier“ Nr. 27   |        |
| (ungarisches) Infanterieregiment „Kaiser Alexander I. von Rußland“ Nr. 2     |        |
| Meergrasgrün                                                                 | Gelb   |
| (österreichisches) Infanterieregiment „Potiorek“ Nr. 102                     |        |
| Blassrot                                                                     | Gelb   |
| (österreichisches) Infanterieregiment Prinz „Sachsen-Coburg-Saalfeld“ Nr. 57 |        |
| (ungarisches) Infanterie-Regiment „Erzherzog Ludwig Viktor“ Nr. 65           |        |
| Blassrot                                                                     | Weiß   |
| (österreichisches) Infanterie-Regiment „Reichsgraf Browne“ Nr. 36            |        |
| (ungarisches) Infanterie-Regiment „Erzherzog Peter Ferdinand“ Nr. 65         |        |

## Die Unterscheidungsmerkmale der k.u.k. Infanterie Regimenter
| Egalisierungsfarbe | Knopffarbe | österreichische Rgtr | ungarische Rgtr | Knopffarbe | österreichische Rgtr | ungarische Rgtr |
| Weiß               | Weiß       | IR 92                | –               | Gelb       | IR 94                | –               |
| Schwarz            | Weiß       | IR 58                | IR 38           | Gelb       | IR 14                | IR 26           |
| Scharlach          | Weiß       | IR 80                | IR 39           | Gelb       | IR 45                | IR 37           |
| Amarantrot         | Weiß       | IR 95                | –               | Gelb       | IR 90                | IR 86           |
| Krebsrot           | Weiß       | IR 20                | IR 67           | Gelb       | IR 35                | IR 71           |
| Krapprot           | Weiß       | IR 74                | IR 34           | Gelb       | IR 15                | IR 44           |
| Bordeauxrot        | Weiß       | IR 88                | –               | Gelb       | IR 89                | –               |
| Blassrot           | Weiß       | IR 36                | IR 66           | Gelb       | IR 57                | IR 65           |
| Rosenrot           | Weiß       | IR 97                | IR 13           | Gelb       | IR 6                 | IR 5            |
| Kirschrot          | Weiß       | IR 77                | IR 23           | Gelb       | IR 73                | IR 43           |
| Karmesinrot        | Weiß       | IR 81                | IR 82           | Gelb       | IR 84                | IR 96           |
| Dunkelrot          | Weiß       | IR 18                | IR 53           | Gelb       | IR 1                 | IR 52           |
| Schwefelgelb       | Weiß       | IR 41                | IR 101          | Gelb       | IR 99                | IR 16           |
| Kaisergelb         | Weiß       | IR 22                | IR 31           | Gelb       | IR 27                | IR 2            |
| Orangegelb         | Weiß       | IR 42                | IR 63           | Gelb       | IR 59                | IR 64           |
| Lichtblau          | Weiß       | IR 75                | IR 29           | Gelb       | IR 40                | IR 72           |
| Himmelblau         | Weiß       | IR 3                 | IR 19           | Gelb       | IR 4                 | IR 32           |
| Lichtdrap          | Weiß       | IR 98                | –               | Gelb       | IR 100               |                 |
| Hechtgrau          | Weiß       | IR 49                | IR 69           | Gelb       | 30                   | IR 76           |
| Aschgrau           | Weiß       | IR 24                | IR 33           | Gelb       | IR 11                | IR 51           |
| Meergrün           | Weiß       | IR 87                | IR 25           | Gelb       | IR 21                | IR 70           |
| Apfelgrün          | Weiß       | IR 54                | IR 79           | Gelb       | IR 9                 | IR 85           |
| Meergrasgrün       | Weiß       | –                    | –               | Gelb       | IR 102               | –               |
| Papageigrün        | Weiß       | IR 10                | IR 50           | Gelb       | IR 91                | IR 46           |
| Grasgrün           | Weiß       | IR 28                | IR 62           | Gelb       | IR 8                 | IR 61           |
| Stahlgrün          | Weiß       | IR 47                | IR 60           | Gelb       | IR 56                | IR 48           |
| Braunrot           | Weiß       | IR 17                | IR 78           | Gelb       | IR 55                | IR 68           |
| Dunkelbraun        | Weiß       | IR 7                 | IR 83           | Gelb       | IR 93                | IR 12           |

## Kavallerie

### Husaren
Die Egalisierung der Husaren fand durch die farbigen Tschakos, die Oliven und die Attillas (lichtblau und dunkelblau) statt. Die Husaren trugen auf dem Brustschild des Tschakoadlers anstelle des kaiserlichen Wappens eine Nummer.
| Regiment | Attila     | Oliven | Tschakoüberzug |
| -------- | ---------- | ------ | -------------- |
| 8        | dunkelblau | gelb   | krapprot       |
| 3        | dunkelblau | gelb   | weiß           |
| 1        | dunkelblau | gelb   | dunkelblau     |
| 15       | dunkelblau | gelb   | aschgrau       |
| 5        | dunkelblau | weiß   | krapprot       |
| 9        | dunkelblau | weiß   | weiß           |
| 13       | dunkelblau | weiß   | dunkelblau     |
| 11       | dunkelblau | weiß   | aschgrau       |
| 14       | lichtblau  | gelb   | krapprot       |
| 2        | lichtblau  | gelb   | weiß           |
| 10       | lichtblau  | gelb   | lichtblau      |
| 6        | lichtblau  | gelb   | aschgrau       |
| 4        | lichtblau  | weiß   | krapprot       |
| 12       | lichtblau  | weiß   | weiß           |
| 7        | lichtblau  | weiß   | lichtblau      |
| 16       | lichtblau  | weiß   | aschgrau       |

Die Husaren der k.u. Landwehr trugen alle die dunkelblaue Attila und gleichfarbige Tschakos. Untereinander waren sie nur an der Nummer am Tschako zu unterscheiden.

### Dragoner

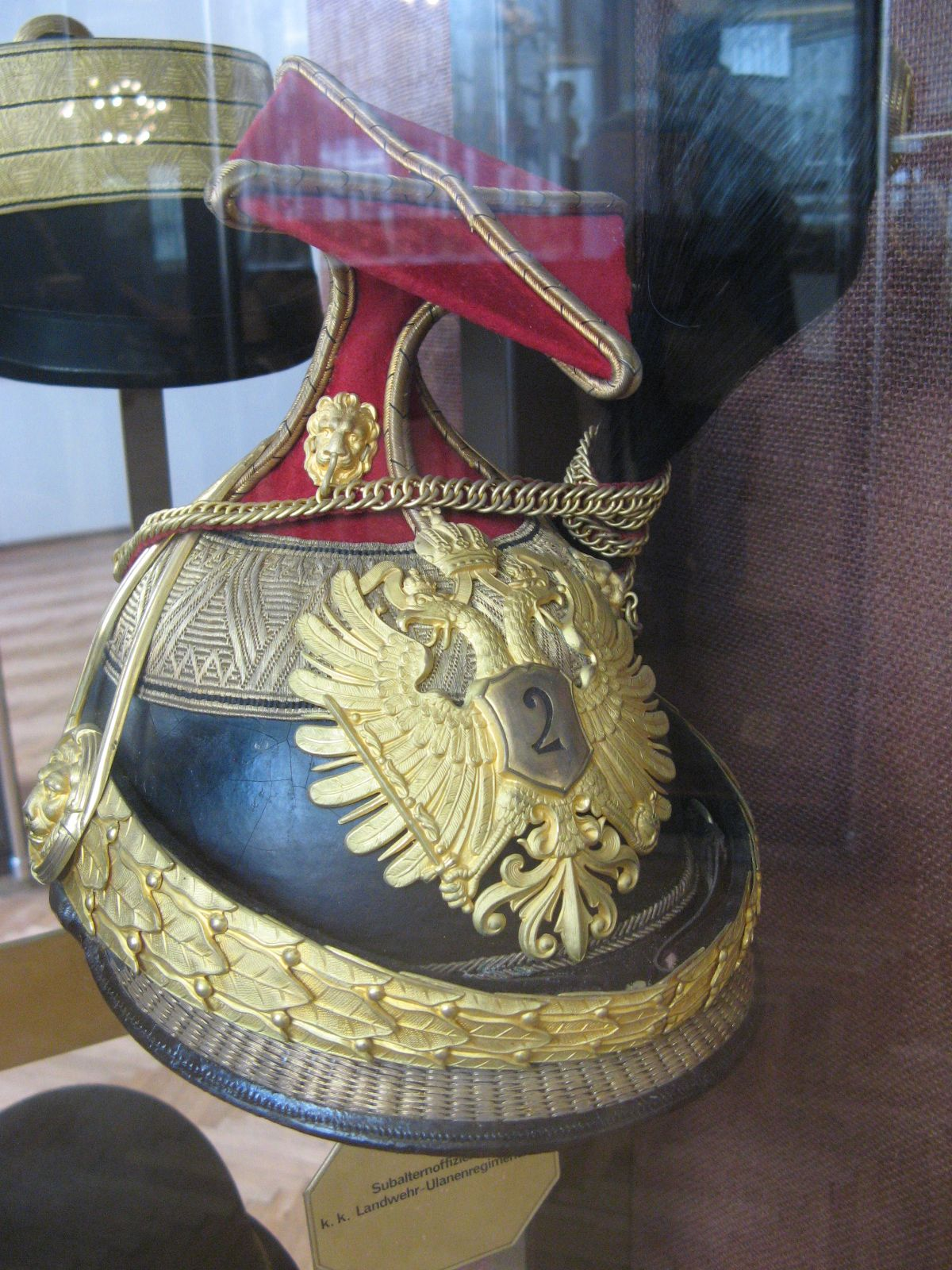
Egalisierung auf der Tschapka des k.k. Landwehr-Ulanenregiments Nr. 2

| Regiment | Knopffarbe | Egalisierungsfarbe |
| -------- | ---------- | ------------------ |
| 1        | weiß       | dunkelrot          |
| 2        | weiß       | schwarz            |
| 3        | gelb       | dunkelrot          |
| 4        | weiß       | grasgrün           |
| 5        | weiß       | kaisergelb         |
| 6        | gelb       | schwarz            |
| 7        | weiß       | schwefelgelb       |
| 8        | gelb       | scharlachrot       |
| 9        | gelb       | grasgrün           |
| 10       | gelb       | schwefelgelb       |
| 11       | weiß       | scharlachrot       |
| 12       | gelb       | kaisergelb         |
| 13       | weiß       | krapprot           |
| 14       | gelb       | krapprot           |
| 15       | gelb       | weiß               |

### Ulanen
| Regiment | Knopffarbe | Tschapkaüberzug |
| -------- | ---------- | --------------- |
| 1        | gelb       | kaisergelb      |
| 2        | gelb       | dunkelgrün      |
| 3        | gelb       | krapprot        |
| 4        | gelb       | weiß            |
| 5        | gelb       | lichtblau       |
| 6        | weiß       | kaisergelb      |
| 7        | weiß       | dunkelgrün      |
| 8        | weiß       | krapprot        |
| 11       | weiß       | kirschrot       |
| 12       | gelb       | himmelblau      |
| 13       | weiß       | himmelblau      |

Die k.k. Landwehr Ulanen trugen die gleiche Uniform, jedoch alle einen krapproten Tschapkabezug. Untereinander waren sie nur an der Nummer an der Tschapka und an der Nummer auf den (einheitlich) weißen Knöpfen zu unterscheiden.

## Egalisierung als Zeichen der Waffengattung bzw. Branche
(Alle Einheiten der Gattung trugen die gleiche Egalisierungsfarbe, es gab kein Unterscheidungsmerkmal zwischen den Verbänden – so wie bei den Infanterieregimentern)
| Waffengattung/Branche               | Egalisierungsfarbe | Zusatz                       |
| ----------------------------------- | ------------------ | ---------------------------- |
| Kaiserjäger                         | grasgrün           |                              |
| Feldjäger                           | grasgrün           | Knöpfe mit Bataillonsnummer  |
| k.k. Landwehr Infanterie            | grasgrün           | Offiziersknöpfe mit Nummern  |
| Landesschützen                      | grasgrün           | Knöpfe mit römischen Nummern |
| Bosnisch-Hercegowinische Infanterie | alizarinrot        | Knöpfe mit Regimentsnummer   |
| Sappeure                            | kirschrot          |                              |
| Pioniere                            | stahlgrün          |                              |
| Artillerie                          | scharlachrot       |                              |
| Militärärzte                        | schwarzsamten      | scharlachrote Passepoils     |
| Sanitätstruppe                      | krapprot           |                              |
| Verpflegsbranche                    | lichtblau          | weiße Knöpfe                 |
| Monturswesen                        | krapprot           | gelbe knöpfe                 |
| Truppenrechnungsführer              | lichtblau          | weiße Knöpfe                 |
| Indetanturbeamte                    | karmesinrot        | gelbe Knöpfe                 |
| Train                               | lichtblau          | weiße Knöpfe                 |
| Militärerziehungsanstalten          | hochrot            | mohrengraue Bluse            |
| Justizwesen                         | krapprot           | gelbe Knöpfe                 |
| Militärgeographisches Institut      | schwarzsamten      | scharlachrote Passepoils     |
| Invaliden (Mannschaften)            | krapprot           | weiße Knöpfe                 |
| Invaliden (Offiziere)               | scharlachrot       |                              |
| Generäle                            | scharlachrot       |                              |
| Generaladjutanten                   | scharlachrot       |                              |
| Generalstabsoffiziere               | schwarzsamten      | scharlachrote Passepoils     |
| Geniestab                           | kirschroter Samt   |                              |
| Militärbauingenieure                | kirschroter Samt   | weiße Knöpfe                 |
| Technisches Militärkomitee          | kirschroter Samt   | gelbe Knöpfe                 |
| Militärregistraturbeamte            | orangegelb         | weiße Knöpfe                 |
| Polizeiwachkorps                    | krapprot           | gelbe Knöpfe                 |
| k.u. Landwehr                       | mausgrau           |                              |

## Kragenabzeichen der Branchen

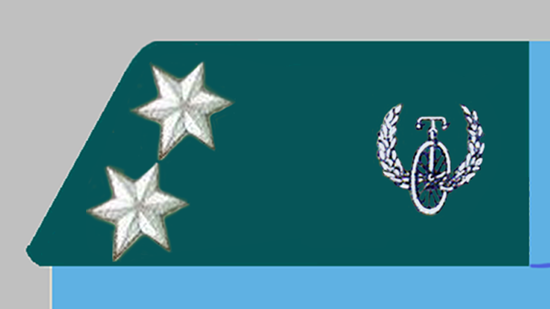
Radfahrtruppe
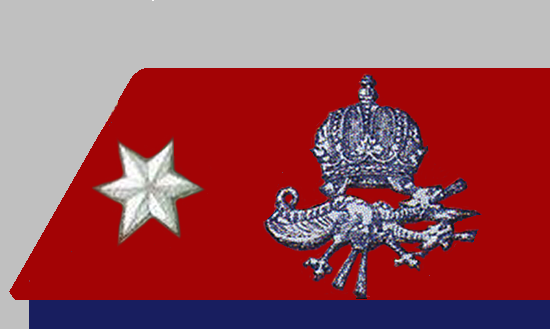
Maschinengewehrtruppe
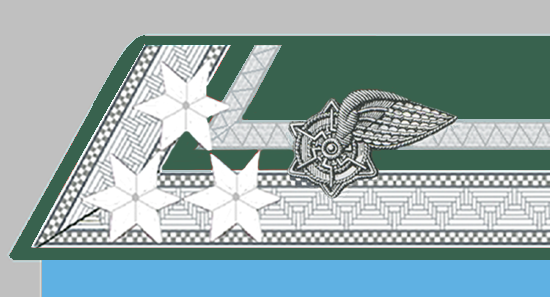
Mannschaften und Offiziere (bis Hauptmann) des k.u.k. Eisenbahnregiments
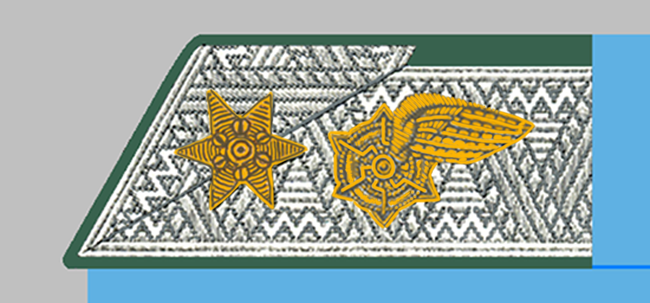
Stabsoffiziere des Eisenbahnregiments
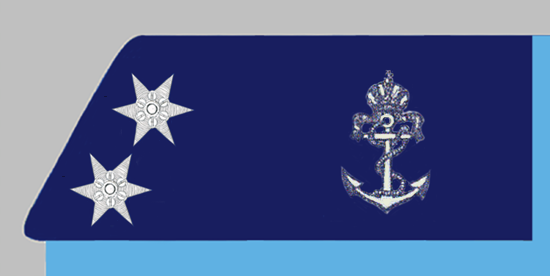
Donau-Flottille
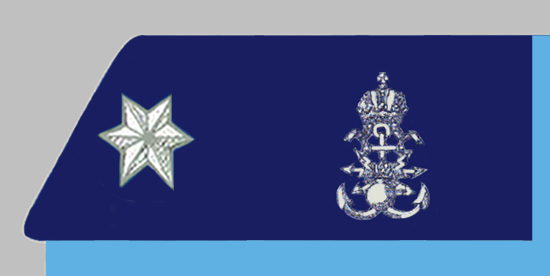
Truppenpioniere
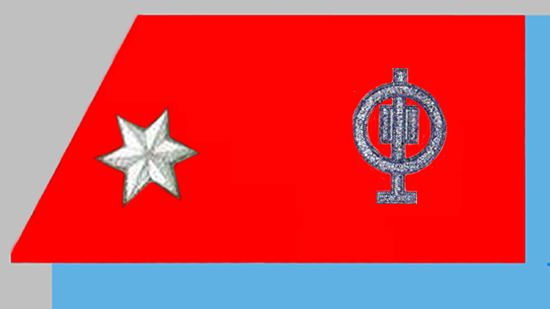
Infanteriegeschütz-Branche
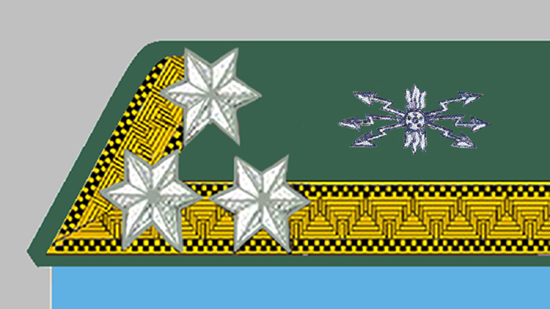
Kraftstromtruppe
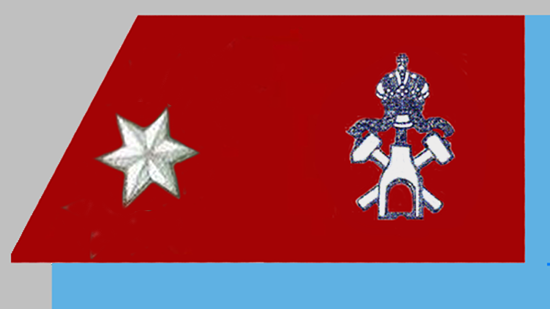
Gesteinsbohrtrupp der k.u.k. Sappeure
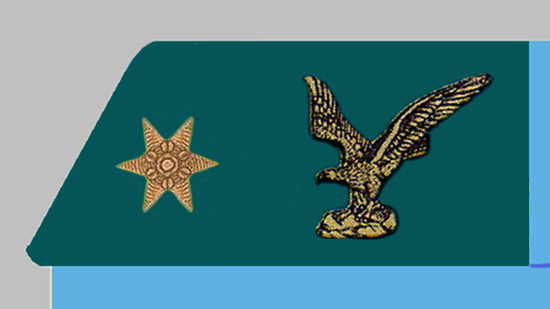
Grenzinfanterie
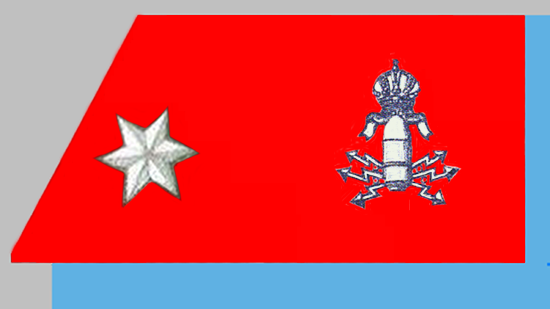
Minenwerfertruppe
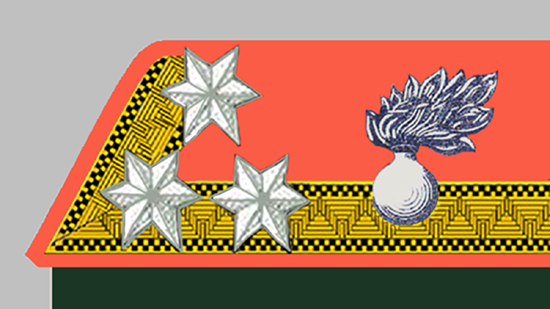
k.u.k. Feldgendarmerie
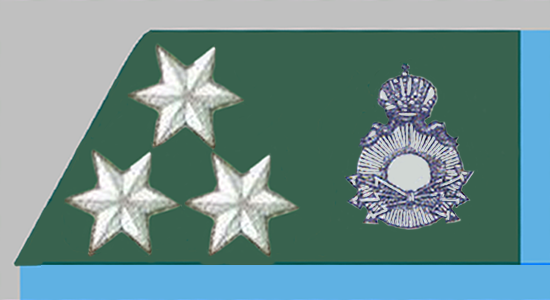
Scheinwerfertruppe
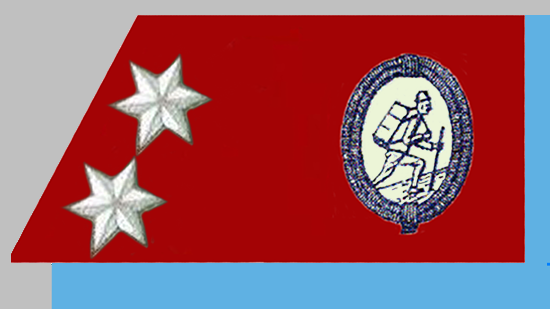
Trägertruppe
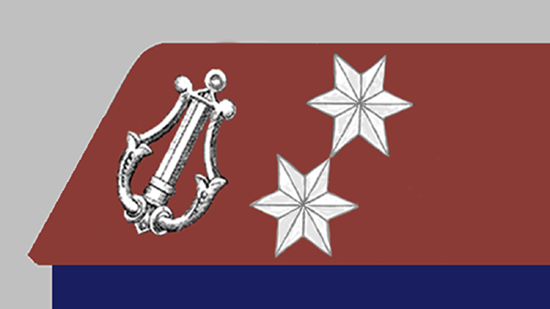
Militärmusik
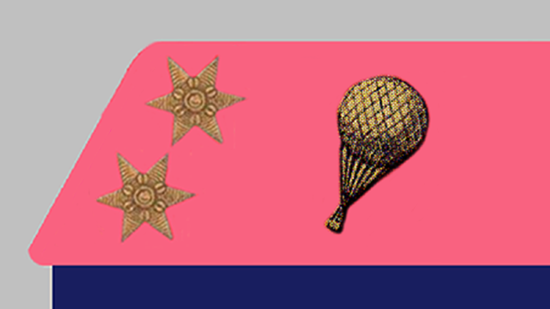
k.u.k. Luftfahrtruppen
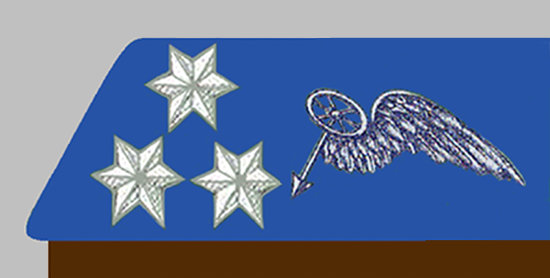
Mannschaften Kraftfahrtruppe
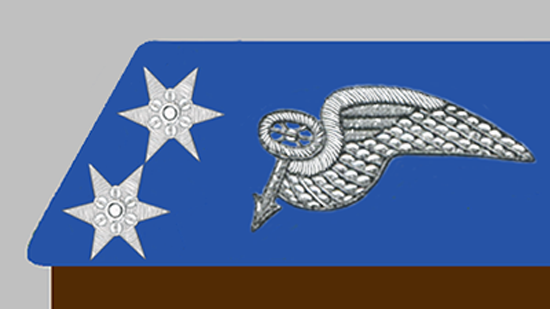
Offiziere Kraftfahrtruppe
Fähnrich der k.k. Gebirgstruppe
Oberleutnant der k.k. Gebirgstruppe

## Egalisierungs- und Grundfarben

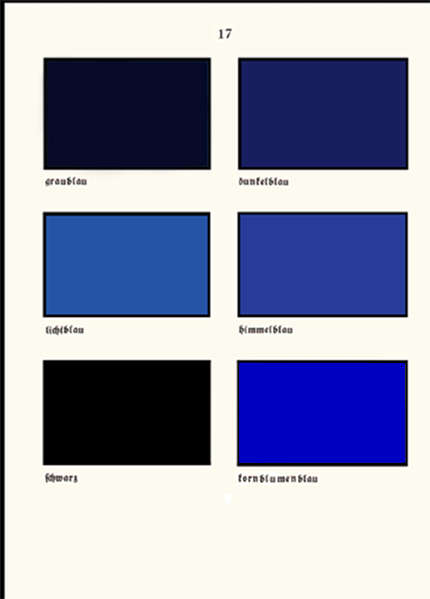
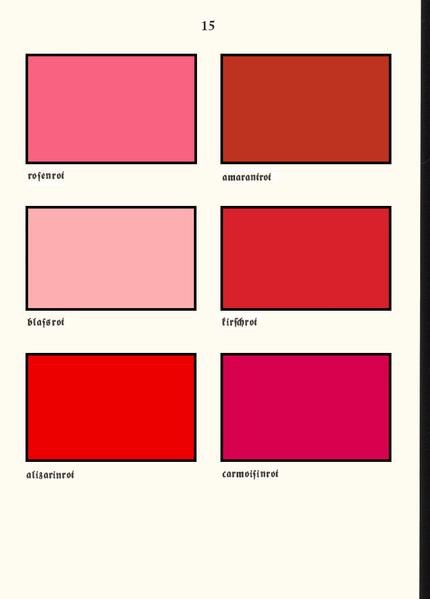
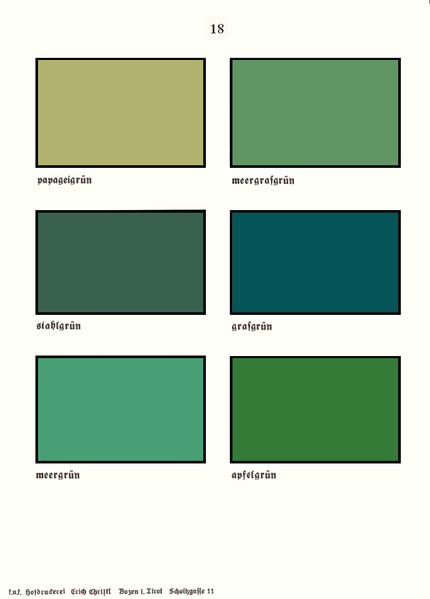
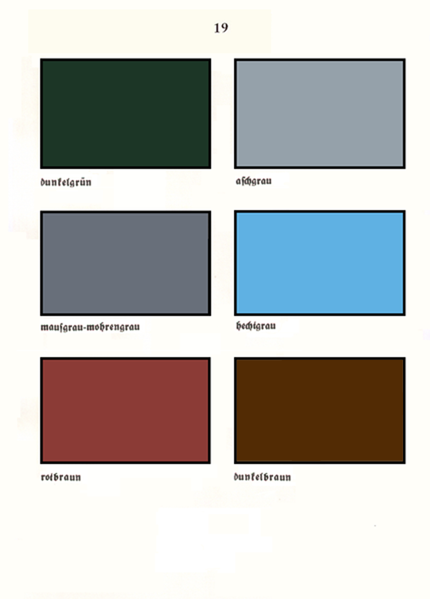
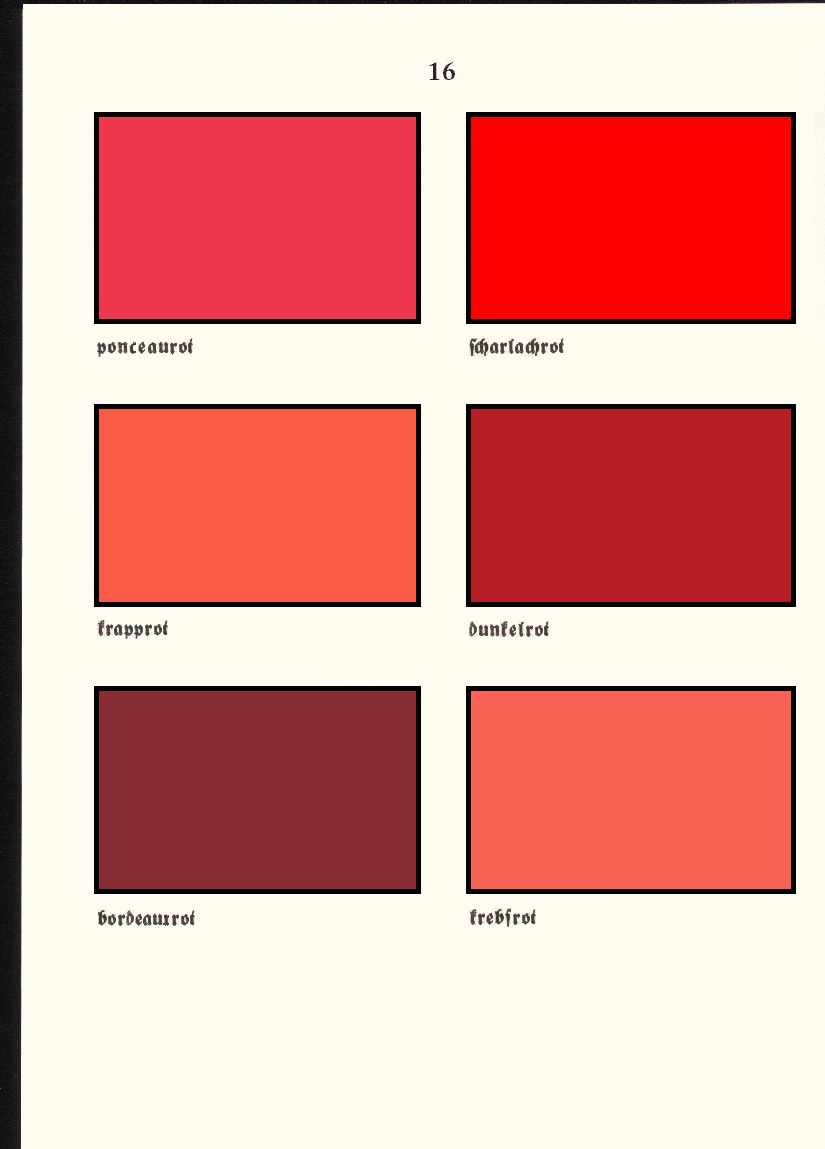
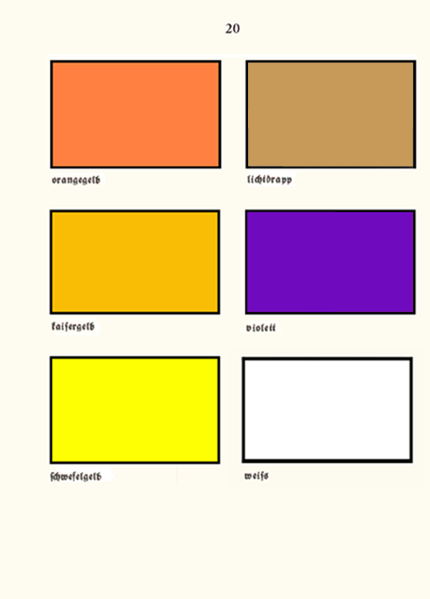

## Problematik der Farberkennung
Nicht unerhebliche Schwierigkeiten bei der Farberkennung ergeben sich aus zweierlei Hinsicht:
- Die lasche Handhabung der Uniformvorschriften. Die zu verwendenden Farbtöne waren zwar vorgeschrieben und mit Hilfe von Farbmustertafeln festgelegt, jedoch kam es hier speziell bei Selbsteinkleidern oftmals zu nicht unerheblichen Abweichungen. Wer sich bei einem Schneidermeister in der hintersten Provinz (zum Beispiel in Banja Luka oder Trembowla) einen Rock anfertigen ließ, konnte nicht unbedingt sicher sein, dass hier der exakte Farbton zur Anwendung kam. Das Gleiche galt für die Kragenfarbe, bei der allein elf verschiedene Rot- und sechs verschiedenen Grüntöne bereits in der augenscheinlichen Zuordnung Schwierigkeiten bereiteten. Dazu kam noch, dass schon von Amts wegen Abweichungen akzeptiert wurden, die das Durcheinander noch vergrößerten. Es wurden nämlich bei den einzelnen Farben sogenannte Farbtöne gestattet, die von „mindestes so hell bis höchstens so dunkel“ reichten.  Die phantasievolle Namensgebung wie zum Beispiel Meergrün, Meergrasgrün und Grasgrün tut ein Übriges. (Warum Grasgrün ein dunkles Grün mit einem starken Einschlag von Blau ist, erschließt sich einem nicht.) Von der Monturverwaltungsbranche wurden auch immer wieder herstellerbedingte Farbabweichungen von der Norm festgestellt, was aber nie abgestellt werden konnte. Auch wurde bei der freiwilligen Selbstbeschaffung (zum Beispiel Einjährig-Freiwillige oder gutsituierte Gestellungspflichtige) von Uniformteilen die Vorschrift äußerst großzügig ausgelegt.
- Der Zeitfaktor. An den Musterteilen und Mustertafeln bzw. -karten ist die Zeit nicht spurlos vorübergegangen. Insbesondere nach dem Ende des Ersten Weltkrieges wurde das Erbe der k.u.k. Armee nur gering geachtet und war oftmals der Verwahrlosung preisgegeben. Das führte auch dazu, dass die Farbtafeln und Musterstücke verblasst sind und nicht mehr den jeweiligen Original-Farbton wiedergeben.